# シェリングポイント
コミュニケーション手段がない場合に、人々が採るであろう自然で特別で適切と思われる解決策を指す。
ノーベル賞を受賞したアメリカの経済学者トーマス・シェリングが、自著 The Strategy of Conflict (1960) で示した概念である。同書（57ページ）で、シェリングは「他人がある人がこうするであろうと期待しているだろうと期待する各人の期待値の焦点（focal point）」と書いている。このような焦点（focal point）を後にシェリングの名で呼ぶようになった。
次のような簡単な例を考えてみよう。互いにコミュニケーションできない2人の人物がいて、それぞれに4つの四角が描かれたパネルを見せ、そのうち1つを選んでもらう。両者が同じ四角を選んだときだけ、共に褒美をもらえる。四角のうち3つは青く、もう1つは赤い。2人は互いのことを何も知らないが、ともに褒美を貰いたいと思っている。すると、2人は赤い四角を共に選ぶことになるだろう。もちろん、赤い四角が何らかの意味で他の四角よりも「良い」ものとは言えないし、どの四角を選んだとしても一致すれば褒美はもらえる。また、相手が選んだ四角がどれなのかわからない限り、どの四角を選ぶのが「正しい」のかも不明である。赤い四角はこの場合一番目立つため、多くの人々がそれを選ぶだろうし、実際そうなることが多いのである。
シェリング自身はこの概念を次の問題で表した。明日、あなたはニューヨークで知らない人と会わなければならない。さて、何時にどこで会うか？ これは一種の協調ゲームであり、どんな時間と場所の組合わせも同様に確からしい解となる。シェリングが学生たちにこの質問をしたところ、「正午にグランドセントラル駅で」という答えが最も多かった。「グランドセントラル駅」が他の場所より確実というわけではない（どこかのバーで会ってもいいし、どこかの図書館の中でもよい）が、待ち合わせ場所としては卓抜している。そのため、これが自然なフォーカルポイントとなっている。